# Slaget vid Azincourt
Slaget vid Azincourt utkämpades fredagen 25 oktober 1415 i norra Frankrike som en del av hundraårskriget mellan England och Frankrike. Det var en betydande seger för England och påverkade även den dåtida militärstrategin. Riddarstyrkorna började avvecklas och infanteriet fick större betydelse i framtiden.

## Historia
Sommaren 1415 landsatte den engelske kungen Henrik V trupper i Normandie i Frankrike för att inta hamnstaden Harfleur vid Seines mynning och sedan marschera mot Paris. Efter en lyckosam men lång belägring av Harfleur var hans armé dock så försvagad att han insåg att det var omöjligt att fortsätta mot Paris. Därför beslöt han att marschera till Calais innan han skulle återvända till England. Trots det politiska kaos som rådde i Frankrike samlade ett stort antal adelsmän sina styrkor under ledning av konnetabeln d'Albret för att spärra Henriks marsch mot norr. 
Den 25 oktober 1415 blockerade de franska styrkorna, omkring 25 000 tungt beväpnade krigare, vägen till Calais. Linjerna gick genom nyss upplöjda fält vid byn Azincourt (Agincourt). Henrik hade blott 6 000 man varav 5 000 bågskyttar beväpnade med långbågar. De engelska trupperna var trötta och sjuka efter den långa marschen samt underlägsna i antal. Ett engelskt nederlag föreföll oundvikligt. Fransmännen avvaktade till att börja med men när det gått fyra timmar utan att något hände beordrade Henrik sina män att rycka fram till skotthåll för sina bågskyttar. Långa spetsade lansar borrades ner i marken i 45 graders vinkel mot fienden så att en ryttare inte skulle kunna komma förbi då hästen skulle spetsas. Bågskyttarna avlossade den första pilskuren som träffade fransmännen och utlöste en ryttarattack och så var slaget igång. 
Det hade just regnat och marken som var plöjd var lös och lerig. Fältet var trångt med tät skog på båda sidor som skyddade Henriks flanker. Detta ledde också till att fransmännen trängdes tätt ihop när de anföll. Engelsmännens pilar regnade ned över ryttarna men träffade dem också rakt framifrån. Inom fem minuter var den första vågen av riddare reducerad till en blodig massa av män, som i den leriga marken försökte ta sig vidare i sin tunga rustningar. När pilarna var slut sprang de lätt beväpnade bågskyttarna omkring bland de skadade fransmännen och samlade in pilar. Fransmännen lyckades dock få tag i några och omkring hundra bågskyttar dog innan de drog sig tillbaka till hären för att söka skydd. Fransmännen fortsatte med en andra attack som dock slogs tillbaka med stora förluster. Engelsmännen var nu också skyddade av en vall av döda. De franska reserverna sattes in ledda av hertigen av Brabant, men denne stupade just som han anlände till det redan förlorade slaget. 
Fransmännen drog sig tillbaka och deras förluster uppskattades till omkring 8 000 riddare och väpnare, bland dem d’Albret själv, medan endast ett par hundra engelsmän dog. Den engelska hären kunde nu obehindrat fortsätta sin marsch till Calais. Engelsmännen hade fri väg till Calais och England. Segern gav även England ett psykologiskt övertag över Frankrike århundraden framöver.

## Slaget i kulturen
Slaget vid Azincourt skildras bland annat av William Shakespeare i Henrik V, där kungen bland annat hållet ett berömt tal för de män som tillsammans med honom skall slåss på sankt Crispiani dag. Talet heter på svenska Vi få, vi lyckligt få, vi bröder alla, och ifrån det engelska originalet har teveserien Band of Brothers (på svenska alltså "vi bröder alla") fått titeln.
Bernard Cornwell har skrivit en roman om långbågeskytten Nicholas Hook som följer Henrik V på expeditionen till Frankrike och slagfältet vid Azincourt.
Enligt en senare tradition är den engelska obscena handgesten med ett uppsträckt långfinger samt den med pek- och långfinger viftande mot någon med handens utsida mot personen ett arv från slaget. Enligt den traditionen satte fransmännen skottpengar på engelska bågskyttar, och för att inkassera pengarna skulle deras pek och långfingrar lämnas in. För att håna fransmännen viftade engelsmännen därför med pek- och långfingret mot sin fiende för att visa att fingrarna var kvar och att de inte kunde verkställa sitt hot.